# Pseudokardinal
Ein Pseudokardinal ist in der Geschichte der katholischen Kirche ein von einem Gegenpapst ernannter Kardinal. Diese Ernennungen dienten vor allem der Machtbestätigung und erfolgten nicht aufgrund besonderer Dienste des Kardinals. Je mehr Kardinäle ein Gegenpapst auf seiner Seite hatte, desto wahrscheinlicher war es, von der Mehrheit der Gläubigen akzeptiert zu werden.
Diese Ernennungen sind von der offiziellen Kirche nicht anerkannt und verfallen mit dem Fall des Gegenpapstes. In einigen historischen Fällen wurden die Pseudokärdinale durch den legitimen Papst bestätigt, wodurch sie alle Rechte des Amtes erhielten.
Das war zum Beispiel der Fall für Louis de La Palud († 1451 Rom), der vom Gegenpapst Felix V. am 12. April 1440 in Thonon-les-Bains zum Pseudo-Kardinalpriester kreiert wurde. Nachdem er sich dem rechtmäßigen Papst Nikolaus V. unterworfen hatte, wurde er am 19. Dezember 1449 zum Kardinal kreiert.
| Gegenpapst      | Pontifikat | Konsistorien | Kardinäle |
| --------------- | ---------- | ------------ | --------- |
| Nikolaus V.     | 1328–1330  | 4            | 9         |
| Clemens VII.    | 1378–1394  | 11           | 34        |
| Benedikt XIII.  | 1425–1430  | 7            | 19        |
| Alexander V.    | 1409–1410  | –            | –         |
| Johannes XXIII. | 1410–1415  | 4            | 18        |
| Clemens VIII.   | 1425–1430  | 1            | 2         |
| Benedikt XIV.   | 1425–1430  | –            | –         |
| Felix V.        | 1439–1449  | 6            | 24        |

## Liste
- Adalmaro (Pseudokardinalpriester 1080/1100)
- Alamanno Adimari, (1411)
- Bartolomeo Aicardi Visconti, (1440)
- Aicardo (Pseudokardinaldiakon 1159/1164)
- Faydit d’Aigrefeuille, OSB, (1383)
- Pierre d’Ailly, (1411)
- Giacomo Alberti, (1328)
- Alberto (Pseudokardinalbischof Nepi 1098–1100)
- Albertus (Pseudokardinalbischof Silva Candida 1084–1100)
- Alberto (Pseudokardinalpriester von Crisgono 1159/1164)
- Pierre Amiel de Sarcenas, OSB, (1378)
- Bonifacio Ammannati, (1397)
- Tommaso Ammannati, (1385)
- Anastase (Pseudokardinalpriester von Anastasia 1080/1100)
- Berenguer de Anglesola, (1397)
- Anselmo (1131), (Pseudokardinal)
- Jaime de Aragón, (1387)
- Giovanni Arlotti, (1328)
- Gilles Aycelin de Bellèmere, (Quasi-Pseudokardinal)
- Pierre Aycelin de Montaigut, OSB, (1383)
- Louis de Bar, (1397)
- Pierre-Raymond Barrière, Regularkanoniker, (1378)
- Berardo (Pseudokardinaldiakon San Sergio e Bacco 1159/1164)
- Jofré de Boil, (1397)
- Domingo de Bonnefoi, OCarth, (1423)
- Niccolò Brancaccio, (1378)
- Tommaso Brancaccio, (1411)
- Jean de Brogny, (1385)
- Pandolfo Capocci, (1329)
- Guglielmo Carbone, (1411)
- Jean Carrier, (1423)
- Alfonso Carrillo de Acuña, (1440)
- Alfonso Carrillo de Albornoz, (1408)
- Branda Castiglioni, (1411)
- Cenzio (Pseudokardinalpriester von Crisogono 1080/1100)
- Antoine de Challant, (1404)
- Bertrand de Chanac, (1385)
- Thomas Clausse, (1382)
- Philippe de Coetquis, (1440)
- Lucido Conti, (1411)
- Thomas de Courcelles, (1444)
- Simon de Cramaud, (1413)
- Pierre de Murat de Cros, OSB, (1383)
- Ximeno Dahe, (1423)
- Deodato (Pseudokardinalpriester von Prassede 1080/1100)
- Gilles Deschamps, (1411)
- Donato (1131) (Pseudokardinalpriester von Eusebio)
- Bonifazio Donoratico, OP, (1328)
- Denis uu Moulin, (1440)
- Errico (Pseudokardinalpriester von Clemente 1159/1164)
- Guillaume d’Espagne, (1394) (Quasi-Pseudokardinal)
- João Alfonso Esteves, (1411)
- Etienne (1164/1168)
- Nicola da Fabriano, OESA, (1328)
- Pedro Fernández de Frías, (1394)
- Pierre de Fétigny, (1383)
- Guillaume Fillastre, (1411)
- Jean Flandrin, (1390)
- Pierre de Foix, OFM, (1414)
- Pedro Fonseca, (1412)
- Gerardo (Pseudokardinaldiakon 1159/1164)
- Gerardo (Pseudokardinaldiakon von San Giorgio in Velabro 1159/1164)
- Gerardo (Pseudokardinaldiakon von San Maria in Aquiro 1159/1164)
- Germano (1130) (Pseudokardinaldiakon von San Adriano al Foro)
- Gero (Pseudokardinalpriester von San Stefano al Monte Celio 1168/1178)
- Pietro Gherardesca (1112) (Pseudokardinal von San Susanna 1130–1138)
- Guillaume de Gimiel, (1394) (Quasi-Pseudokardinal)
- Giovanni (Pseudokardinalbischof von Porto 1080/1100)
- Giovanni (Pseudokardinalbischof von Ostia 1080/1100)
- Giovanni (Pseudokardinalpriester von San Prisca 1080/1100)
- Giovanni (Pseudokardinalbischof 1159/1164)
- Giovanni (Pseudokardinalpriester von San Pudenziana (Pastoris) 1159/1164)
- Giovanni (Pseudokardinaldiakon von San Maria in Aquiro 1159/1164)
- Giovanni (Pseudokardinaldiakon 1164/1168)
- Giovanni (Pseudokardinalbischof 1168/1178)
- Pierre Girard (1390)
- Gómez de Luna, Gautier (1381)
- Luís Gonçalves do Amaral (1444)
- Louis de Gorrevod (Quasi-Pseudokardinalpriester)
- Gregorio Otone (1130) (Pseudokardinaldiakon von San Maria in Aquiro)
- Johannes III. Grünwalder, (1440)
- Guerino (Pseudokardinalpriester von San XII Apostoli 1080/1100)
- Guglielmo (Pseudokardinaldiakon Ss. Sergio e Bacco 1168/1178)
- Guido (Pseudokardinalpriester von San Balbina 1080/1100)
- Guido (Pseudokardinaldiakon 1080/1100)
- Guido (Pseudokardinaldiakon 1164/1168)
- Robert Hallum, (1411)
- Franz Hermann (1328)
- Giacomo Isolani, (1413)
- Raimond Ithier, (Quasi-Pseudokardinalpriester)
- Giacomo d’Itri, (1378)
- Wincenty Kot, (1444)
- Lando (Pseudokardinaldiakon von San Angelo in Pescheria 1159/1164)
- Francesco Lando, (1411)
- Lanfredo (Pseudokardinaldiakon von San Maria Nuova 1164/1168)
- Thomas Langley, (1411)
- Bernard de La Planche, OSB, (1440)
- Amaury de Lautrec, Regularkanoniker, (1385)
- Georg von Liechtenstein, (1411)
- Livido (Pseudokardinalbischof von Sabina 1159/1164)
- Julián Lobera y Valtierra, (1423)
- Lancelot de Lusignan, (1447)
- Pierre de Luxembourg, (1384)
- Gérard Machet, (1440)
- Maginulfo (Pseudokardinaldiakon 1080/1100)
- Aymeric de Magnac, (1383)
- Jean de Malestroit, (1440)
- Jacques de Menthonay, (1383)
- Marino (Pseudokardinalbischof von Frascati 1164/1168)
- Juan Martínez de Murillo, OCist, (1408)
- Alexander von Masowien, (1440)
- François de Metz, OSB, (1440)
- Walram von Moers, (1440)
- Otón de Moncada i de Luna, (1440)
- Jean de Murol (1385)
- Jean de Neufchatel, (1383)
- Niccolò (Pseudokardinaldiakon von San Maria in Monasterio 1168/1178)
- Nicola, OSB (Pseudokardinalpriester von San Sabina 1080/1100)
- Opizo (Pseudokardinalpriester von San Clemente 1164/1168)
- Pietro Oringa, (1328)
- Jordi d’Ornós, (1440)
- Ottaviano (Pseudokardinalpriester von San Susanna 1080/1100)
- Ottone (Pseudokardinaldiakon 1164/1168)
- Ottone (Pseudokardinalpriester von San Lorenzo in Damaso 1168/1178)
- Pagano (Pseudokardinaldiakon von San Maria in Via Lata 1080/1100)
- Antonio Panciera, (1411)
- Paolo (Pseudokardinaldiakon 1080/1100)
- Fernando Pérez Calvillo, (1397)
- Giovanni Piacentini, (1385)
- Pietro (Pseudokardinalbischof von Porto 1080/1100)
- Pietro (Pseudokardinalpriester 1080/1100)
- Pietro (Pseudokardinalpriester 1080/1100)
- Pietro, OSBCas (1130) (Pseudokardinaldiakon)
- Johannes von Ragusa, O.P., (1440)
- Rainaldo (1131) (Pseudokardinaldiakon von San Vito e Modesto)
- Rainiero (1058) (Pseudokardinalbischof von Palestrina)
- Pierre Ravat, Regularkanoniker, (1408)
- Riccardo (Pseudokardinalbischof 1159/1164)
- Riccardo (Pseudokardinalbischof 1164/1168)
- Roberto (Pseudokardinalpriester von S. Marco 1080/1100)
- Roberto (Pseudokardinalpriester 1080/1100)
- Jean de Rochechouart, (1390) (or Pseudokardinalbischof von Ostia in 1392)
- Jean Rolland, (1385)
- Romano (Pseudokardinalpriester San Ciriaco 1080/1100)
- Romano (Pseudokardinalpriester San Marco 1080/1100)
- Leonardo Rossi da Giffoni, OFM, (1378)
- Francisco Rovira y Escuder, (1429)
- Edoardo di Savoia, OSB, (1394)
- Secondo (Pseudokardinaldiakon 1080/1100)
- Juan de Segovia, (1440)
- Pedro Serra, (1397)
- Siro (Pseudokardinalbischof 1168/1178)
- Sisto (Pseudokardinaldiakon 1168/1178)
- Stefano (Pseudokardinalpriester von San Silvestro e Martino 1168/1178)
- Stefano (Pseudokardinaldiakon von San Eustachio 1168/1178)
- János Struma, OSBVall, (Pseudokardinalbischof von Albano 1164/1168)
- Amédée de Talaru, (1440)
- Jean de Talaru, (1389)
- Nicolaus de Tudeschis, OSB, (1440)
- Teobaldo (Pseudokardinalbischof von Frascati 1159/1164)
- Teodorico (Pseudokardinaldiakon von San Maria in Via Lata 1080/1100)
- Teodorico (Pseudokardinalbischof von Segni 1159/1164)
- Teuzo (Pseudokardinalpriester 1080/1100)
- Pierre de Thury, (1385)
- Tiderico (Pseudokardinalbischof von Albano 1080/1100)
- Ubaldo (Pseudokardinalbischof 1159/1164)
- Ughicio (Pseudokardinaldiakon von San Maria Nuova 1168/1178)
- Ugo (Pseudokardinaldiakon 1080/1100)
- Umfredo (Pseudokardinalpriester von Susanna 1159/1164)
- Carlos Jordán de Urriés y Pérez Salanova, (1408)
- Guillaume de Vergy, (1391)
- Vibiano (Pseudokardinalbischof von Palestrina 1164/1168)
- Giovanni Visconti, (1329)
- Bartolomeo Vitelleschi, (1444)
- Paolo da Viterbo, OFM, (1328)
- Walter Wardlaw (1383)
- Wilfrid (Pseudokardinaldiakon von San Maria in Portico Octaviæ 1168/1178)
- Francesco Zabarella, (1411)
- Martín de Zalba, (1390)
- Miguel de Zalba, (1404)
- Martinho de Zamora, (1383) (Quasi-Pseudokardinal)[2]